# 愛郷 (新城市)
愛郷（あいごう）は、愛知県新城市の地名。

## 地理

### 河川・池沼
- 豊川

### 交通
- 国道257号
- 愛知県道435号作手保永海老線
- 愛知県道436号作手清岳玖老勢線

### 施設
- 津島神社

### 字一覧
- 明乃（あけの）[WEB 6]
- 雨堤（あまづつみ）[WEB 6]
- 荒子（あれこ）[WEB 6]
- 家ノ元（いえのもと）[WEB 6]
- 家ノ脇（いえのわき）[WEB 6]
- 石神（いしがみ）[WEB 6]
- 石仏（いしぼとけ）[WEB 6]
- 今宮（いまみや）[WEB 6]
- 入（いり）[WEB 6]
- 入山（いりやま）[WEB 6]
- 後山（うしろやま）[WEB 6]
- 宇根（うね）[WEB 6]
- 海老沢（えびさわ）[WEB 6]
- 大貝津（おおがいつ）[WEB 6]
- 大久後（おおくご）[WEB 6]
- 大沢連（おおさわれ）[WEB 6]
- 大洞（おおぼら）[WEB 6]
- 大輪久保貝津（おおわくぼがいつ）[WEB 6]
- 大輪日景（おおわひかげ）[WEB 6]
- 奥林（おくばやし）[WEB 6]
- 街道下（かいどうした）[WEB 6]
- 柿平（かきだいら）[WEB 6]
- 柿ノ田和（かきのたわ）[WEB 6]
- 鍵穴（かぎあな）[WEB 6]
- 蟹ケ沢（かにがざわ）[WEB 6]
- 釜中（かまなか）[WEB 6]
- 上貝津（かみがいつ）[WEB 6]
- 上キサハラ（かみきさはら）[WEB 6]
- 鴉沢（からすざわ）[WEB 6]
- 河合タレ（かわいたれ）[WEB 6]
- 河子石（かわこいし）[WEB 6]
- 川端（かわばた）[WEB 6]
- 川元（かわもと）[WEB 6]
- 神田沢（かんださわ）[WEB 6]
- 北川（きたがわ）[WEB 6]
- 北平（きたひら）[WEB 6]
- 京塚（きようづか）[WEB 6]
- 楠ノ元（くすのもと）[WEB 6]
- 久保貝津（くぼがいつ）[WEB 6]
- 桑原（くわばら）[WEB 6]
- 小上（こうえ）[WEB 6]
- 小貝津（こがいつ）[WEB 6]
- 小立（こだち）[WEB 6]
- 坂角（さかかく）[WEB 6]
- 坂脇（さかわき）[WEB 6]
- 笹田和（ささだわ）[WEB 6]
- 笹ノ下（ささのした）[WEB 6]
- 笹の根（ささのね）[WEB 6]
- 皿田（さらた）[WEB 6]
- 鹿根（しかね）[WEB 6]
- 猪籔（ししやぶ）[WEB 6]
- 島（しま）[WEB 6]
- 清水（しみず）[WEB 6]
- 下貝津（しもがいつ）[WEB 6]
- 下キサハラ（しもきさはら）[WEB 6]
- 空貝津（そらがいつ）[WEB 6]
- 多々目木（たためき）[WEB 6]
- 谷上（たにあげ）[WEB 6]
- 田ノ入（たのいり）[WEB 6]
- 田ノ田和（たのたわ）[WEB 6]
- 田和（たわ）[WEB 6]
- 坪ノ口（つぼのくち）[WEB 6]
- 寺ノ和手（てらのわて）[WEB 6]
- 出口（でぐち）[WEB 6]
- 友久（ともひさ）[WEB 6]
- 鳥居元（とりいもと）[WEB 6]
- 道貝津（どうがいつ）[WEB 6]
- 泥目木（どろめき）[WEB 6]
- 中嶋（なかじま）[WEB 6]
- 中屋敷（なかやしき）[WEB 6]
- 縄手（なわて）[WEB 6]
- 西貝津（にしがいつ）[WEB 6]
- 西川原（にしがわら）[WEB 6]
- 野目利池（のめりいけ）[WEB 6]
- 八郎坂（はちろうざか）[WEB 6]
- 羽石（はねいし）[WEB 6]
- 羽鷲（はねわし）[WEB 6]
- 日景（ひかげ）[WEB 6]
- 彦坊（ひこぼう）[WEB 6]
- 日向（ひなた）[WEB 6]
- 平沢（ひらさわ）[WEB 6]
- 広瀬（ひろせ）[WEB 6]
- 福手（ふくて）[WEB 6]
- 藤上（ふじあげ）[WEB 6]
- 古田（ふるた）[WEB 6]
- 前柴（まえしば）[WEB 6]
- 豆栃（まめどち）[WEB 6]
- 水ノ口（みずのぐち）[WEB 6]
- 道端（みちばた）[WEB 6]
- 御堂ノ上（みどうのうえ）[WEB 6]
- 御堂ノ下（みどうのした）[WEB 6]
- 南貝津（みなみがいつ）[WEB 6]
- 峯（みね）[WEB 6]
- 宮脇（みやわき）[WEB 6]
- 妙ガ下リ（みようがくだり）[WEB 6]
- 向イ（むかい）[WEB 6]
- 向田（むかいだ）[WEB 6]
- 向イ畑（むかいばた）[WEB 6]
- 山ノ神戸（やまのかみど）[WEB 6]
- 用留（ようどめ）[WEB 6]
- 吉ノ口（よしのくち）[WEB 6]
- 若栃（わかどち）[WEB 6]
- 若宮（わかみや）[WEB 6]
- 和手貝津（わてがいつ）[WEB 6]
- 和良夫（わらぶ）[WEB 6]

## 歴史

### 地名の由来
合併により成立した村を愛そうという願いを込めた命名であるという。

### 沿革
- 1878年（明治11年） - 南設楽郡島田村・恩原村・大輪村・源氏村の合併により、同郡愛郷村が成立する[1]。
- 1889年（明治22年） - 市制町村制による愛郷村となる[1]。只持村・塩瀬村・布里村・一色村との組合村であった[1]。
- 1964年（昭和39年） - 鳳来寺村愛郷となる[1]。
- 1956年（昭和31年） - 鳳来町愛郷となる[1]。
- 2005年（平成17年）10月1日 - 鳳来町愛郷が合併に伴い、新城市愛郷となる[WEB 7]。

### 人口の変遷
国勢調査による人口および世帯数の推移。
| 1995年（平成7年）  | 104世帯 307人 |  |
| 2000年（平成12年） | 109世帯 349人 |  |
| 2005年（平成17年） | 116世帯 325人 |  |
| 2010年（平成22年） | 111世帯 267人 |  |
| 2015年（平成27年） | 98世帯 213人  |  |
| 2020年（令和2年）  | 79世帯 162人  |  |

### WEB
1. ↑  “愛知県新城市の町丁・字一覧”.   人口統計ラボ. 2024年4月28日閲覧。
2. 1 2  総務省統計局 (2022年2月10日). “令和2年国勢調査の調査結果(e-Stat) - 男女別人口，外国人人口及び世帯数－町丁・字等” (CSV). 2023年8月2日閲覧。
3. ↑  “読み仮名データの促音・拗音を小書きで表記するもの(zip形式) 愛知県” (zip).   日本郵便 (2024年2月29日). 2024年3月26日閲覧。
4. ↑  “市外局番の一覧” (PDF).   総務省 (2022年3月1日). 2022年3月22日閲覧。
5. ↑  “ナンバープレートについて”.   一般社団法人愛知県自動車会議所. 2024年1月21日閲覧。
6. 1 2 3 4 5 6 7 8 9 10 11 12 13 14 15 16 17 18 19 20 21 22 23 24 25 26 27 28 29 30 31 32 33 34 35 36 37 38 39 40 41 42 43 44 45 46 47 48 49 50 51 52 53 54 55 56 57 58 59 60 61 62 63 64 65 66 67 68 69 70 71 72 73 74 75 76 77 78 79 80 81 82 83 84 85 86 87 88 89 90 91 92 93 94 95 96 97 98 99 100 101 102 103 104 105  “愛知県新城市愛郷の住所一覧”.   ゼンリン. 2024年12月12日閲覧。
7. ↑  “愛知県新城市の郵便番号一覧”.   日本郵便. 2024年5月2日閲覧。
8. ↑  総務省統計局 (2014年3月28日). “平成7年国勢調査の調査結果(e-Stat) - 男女別人口及び世帯数 －町丁・字等” (CSV). 2021年7月20日閲覧。
9. ↑  総務省統計局 (2014年5月30日). “平成12年国勢調査の調査結果(e-Stat) - 男女別人口及び世帯数 －町丁・字等” (CSV). 2021年7月20日閲覧。
10. ↑  総務省統計局 (2014年6月27日). “平成17年国勢調査の調査結果(e-Stat) - 男女別人口及び世帯数 －町丁・字等” (CSV). 2021年7月21日閲覧。
11. ↑  総務省統計局 (2012年1月20日). “平成22年国勢調査の調査結果(e-Stat) - 男女別人口及び世帯数 －町丁・字等” (CSV). 2021年7月21日閲覧。
12. ↑  総務省統計局 (2017年1月27日). “平成27年国勢調査の調査結果(e-Stat) - 男女別人口及び世帯数 －町丁・字等” (CSV). 2021年7月21日閲覧。

### 書籍
1. 1 2 3 4 5 6  「角川日本地名大辞典」編纂委員会 1989, p. 63.